# ФК Венеција
ФК Венеција (итал. Football Club Unione Venezia) је италијански фудбалски клуб из Венеције. Тренутно се такмичи у Серији А. Највећи успех Венеције је освајање италијанског купа 1941. године.

## Трофеји
- Куп Италије : 1
  - 1940/41.
- Серија Б : 2
  - 1960/61, 1965/66.

## Статистика
| Ниво такмичења | Учешћа | Дебитовао | Последња сезона у такмичењу |
| -------------- | ------ | --------- | --------------------------- |
| 1              | 23     | 1908/09   | 2001/02                     |
| 2              | 39     | 1922/23   | 2004/05                     |
| 3              | 20     | 1935/36   | 2008/09                     |
| 4              | 10     | 1979/80   | 2012/13                     |
| 5              | 6      | 1977/78   | 1982/83                     |

## Познати играчи
- Дејан Петковић